# Canton de Cère et Ségala
Le canton de Cère et Ségala est une circonscription électorale française du département du Lot.

## Histoire
Un nouveau découpage territorial du Lot entre en vigueur à l'occasion des élections départementales de 2015. Il est défini par le décret du 13 février 2014, en application des lois du 17 mai 2013 (loi organique 2013-402 et loi 2013-403). Les conseillers départementaux sont, à compter de ces élections, élus au scrutin majoritaire binominal mixte. Les électeurs de chaque canton élisent au Conseil départemental, nouvelle appellation du Conseil général, deux membres de sexe différent, qui se présentent en binôme de candidats. Les conseillers départementaux sont élus pour 6 ans au scrutin binominal majoritaire à deux tours, l'accès au second tour nécessitant 12,5 % des inscrits au 1er tour. En outre la totalité des conseillers départementaux est renouvelée. Ce nouveau mode de scrutin nécessite un redécoupage des cantons dont le nombre est divisé par deux avec arrondi à l'unité impaire supérieure si ce nombre n'est pas entier impair, assorti de conditions de seuils minimaux. Dans le Lot, le nombre de cantons passe ainsi de 31 à 17.
Le canton de Cère et Ségala est formé de communes des anciens cantons de Bretenoux (16 communes) et de Sousceyrac (5 communes). Il est entièrement inclus dans l'arrondissement de Figeac. Le bureau centralisateur est situé à Biars-sur-Cère.

## Représentation
| Période élective | Période élective | Mandat | Mandat           | Identité                | Nuance | Nuance | Qualité                                                                      |
| ---------------- | ---------------- | ------ | ---------------- | ----------------------- | ------ | ------ | ---------------------------------------------------------------------------- |
| 2015             | 2021             | 2015   | 2018 (démission) | Jean-Pierre Boucard     |        | PS     | Artisan-commerçant retraité Ancien adjoint au maire de Sousceyrac            |
| 2015             | 2021             | 2015   | 2017 (démission) | Angèle Préville         |        | PS     | Professeur Adjointe au maire de Biars-sur-Cère, Sénatrice du Lot (2017-2023) |
| 2015             | 2021             | 2018   | 2021             | Christophe Proença      |        | PS     | Professeur de sciences de l'ingénieur - Maire de Gintrac                     |
| 2015             | 2021             | 2018   | 2021             | Claire Delande-Cattiaux |        | PS     | Retraitée - Maire de Gagnac-sur-Cère                                         |
| 2021             | 2028             | 2021   | en cours         | Claire Delande Cattiaux |        | PS     | Maire de Gagnac-sur-Cère                                                     |
| 2021             | 2028             | 2021   | en cours         | Christophe Proença      |        | PS     | Maire de Gintrac (2014-2024), Député depuis 2024                             |

### Résultats détaillés

#### Élections de mars 2015
À l'issue du 1er tour des élections départementales de 2015, deux binômes sont en ballotage : Jean-Pierre Boucard et Angèle Preville (PS, 26,84 %) et Michel Aussel-Lagarde et Ingrid Boutsen (FN, 18,18 %). Le taux de participation est de 60,56 % (4 827 votants sur 7 971 inscrits) contre 59,43 % au niveau départemental et 50,17 % au niveau national.
Au second tour, Jean-Pierre Boucard et Angèle Préville (PS) sont élus avec 72,26 % des suffrages exprimés et un taux de participation de 60,77 % (3 009 voix pour 4 844 votants et 7 971 inscrits).

#### Élections de juin 2021
Le premier tour des élections départementales de 2021 est marqué par un très faible taux de participation (33,26 % au niveau national). Dans le canton de Cère et Ségala, ce taux de participation est de 38,59 % (3 056 votants sur 7 919 inscrits) contre 43,85 % au niveau départemental. À l'issue de ce premier tour,  le binôme constitué de Claire Delande Cattiaux et Christophe Proença (PS, 79,91 %), est élu avec 79,91 % des suffrages exprimés.

## Composition
Lors de sa création, le canton de Cère et Ségala comprend vingt-et-une communes.
À la suite de la fusion au 1er janvier 2016 des communes de Sousceyrac, Calviac, Comiac, Lacam-d'Ourcet et Lamativie pour former la commune nouvelle de Sousceyrac-en-Quercy, le canton est désormais composé de dix-sept communes entières.
| Nom                                    | Code Insee | Intercommunalité                    | Superficie (km2) | Population (dernière pop. légale) | Densité (hab./km2) | Modifier                                    |
| -------------------------------------- | ---------- | ----------------------------------- | ---------------- | --------------------------------- | ------------------ | ------------------------------------------- |
| Biars-sur-Cère (bureau centralisateur) | 46029      | CC Causses et Vallée de la Dordogne | 3,63             | 1 968 (2022)                      | 542                | modifier les données · modifier les données |
| Belmont-Bretenoux                      | 46024      | CC Causses et Vallée de la Dordogne | 6,65             | 406 (2022)                        | 61                 | modifier les données · modifier les données |
| Bretenoux                              | 46038      | CC Causses et Vallée de la Dordogne | 5,69             | 1 429 (2022)                      | 251                | modifier les données · modifier les données |
| Cahus                                  | 46043      | CC Causses et Vallée de la Dordogne | 10,01            | 185 (2022)                        | 18                 | modifier les données · modifier les données |
| Cornac                                 | 46076      | CC Causses et Vallée de la Dordogne | 13,76            | 360 (2022)                        | 26                 | modifier les données · modifier les données |
| Estal                                  | 46097      | CC Causses et Vallée de la Dordogne | 6,04             | 106 (2022)                        | 18                 | modifier les données · modifier les données |
| Gagnac-sur-Cère                        | 46117      | CC Causses et Vallée de la Dordogne | 12,83            | 657 (2022)                        | 51                 | modifier les données · modifier les données |
| Gintrac                                | 46122      | CC Causses et Vallée de la Dordogne | 6,79             | 95 (2022)                         | 14                 | modifier les données · modifier les données |
| Girac                                  | 46123      | CC Causses et Vallée de la Dordogne | 4,40             | 353 (2022)                        | 80                 | modifier les données · modifier les données |
| Glanes                                 | 46124      | CC Causses et Vallée de la Dordogne | 2,72             | 296 (2022)                        | 109                | modifier les données · modifier les données |
| Laval-de-Cère                          | 46163      | CC Causses et Vallée de la Dordogne | 7,98             | 292 (2022)                        | 37                 | modifier les données · modifier les données |
| Prudhomat                              | 46228      | CC Causses et Vallée de la Dordogne | 12,39            | 735 (2022)                        | 59                 | modifier les données · modifier les données |
| Puybrun                                | 46229      | CC Causses et Vallée de la Dordogne | 4,36             | 993 (2022)                        | 228                | modifier les données · modifier les données |
| Saint-Michel-Loubéjou                  | 46284      | CC Causses et Vallée de la Dordogne | 5,25             | 416 (2022)                        | 79                 | modifier les données · modifier les données |
| Sousceyrac-en-Quercy                   | 46311      | CC Causses et Vallée de la Dordogne | 140,30           | 1 335 (2022)                      | 9,5                | modifier les données · modifier les données |
| Tauriac                                | 46313      | CC Causses et Vallée de la Dordogne | 8,23             | 464 (2022)                        | 56                 | modifier les données · modifier les données |
| Teyssieu                               | 46315      | CC Causses et Vallée de la Dordogne | 13,63            | 163 (2022)                        | 12                 | modifier les données · modifier les données |
| Canton de Cère et Ségala               | 4606       |                                     | 264,66           | 10 253 (2022)                     | 39                 | modifier les données                        |

## Démographie
En 2022, le canton comptait 10 253 habitants, en évolution de −1,06 % par rapport à 2016 (Lot : +1,31 %, France hors Mayotte : +2,11 %).
| 2013   | 2018   | 2022   |
| ------ | ------ | ------ |
| 10 212 | 10 325 | 10 253 |